# Coll (Nuenen)
Coll is een buurtschap gelegen langs de Collse Hoefdijk tussen Nuenen en Geldrop.

## Geschiedenis
Er was een leengoed dat in achterleen werd uitgegeven door het leenhof van Oud-Herlaar, dat op zich weer leenplichtig was aan het leenhof van het Prinsbisdom Luik. ook was er een cijnsgoed dat eveneens de naam Coll droeg. De gemeenschappelijke gronden lagen ten oosten van Coll, en droegen de naam: Collse Heide. Tegenwoordig ligt daar een bedrijventerrein.
De eigenaars (leenmannen) van Coll verpachtten de hoeven te Coll gewoonlijk weer aan een boer. De geschiedenis van het leengoed gaat zeker terug tot de 14e eeuw. De eigenaars bezaten het visrecht in de Dommel vanaf de Collse Watermolen.
Naast het goed lag de hoeve Collbraken, die in 1309 geschonken werd aan het Wilhelmietenklooster Baseldonk te 's-Hertogenbosch. In 1609 kochten de Wilhelmieten ook het naastgelegen leengoed Coll. In 1648 (Vrede van Münster) werd het klooster onteigend en werden de goederen beheerd door de rentmeester van de geestelijke goederen van Den Bosch en Maasland. Deze rentmeester was nog wel leenplichtig aan het leenhof van Oud-Herlaar. Begin 18e eeuw werd de Collse Hoeve eigendom van de familie Van Coll. Tussen 1776 en 1781 werd de oorspronkelijke boerderij afgebroken en werd een nieuwe Collse Hoeve gebouwd. In de 2e helft van de 19e eeuw werden nieuwe boerderijen gebouwd: De Grote Collse Hoeve en de Kleine Collse Hoeve. De laatste brandde af in 1877. De Grote Collse Hoeve, nu bekend als Collse Hoeve, werd uiteindelijk een hotel-restaurant. Naast deze hoeve werden uiteindelijk nog een aantal boerderijen gebouwd, terwijl een deel van het gebied ook door bedrijven wordt ingenomen.